# Pierre Buffault
Pierre Buffault (1866-1942) est un forestier, conservateur des Eaux et forêts à Aurillac et Bordeaux, auteur de nombreux articles et ouvrages, notamment sur les dunes littorales.

## Biographie

### Famille

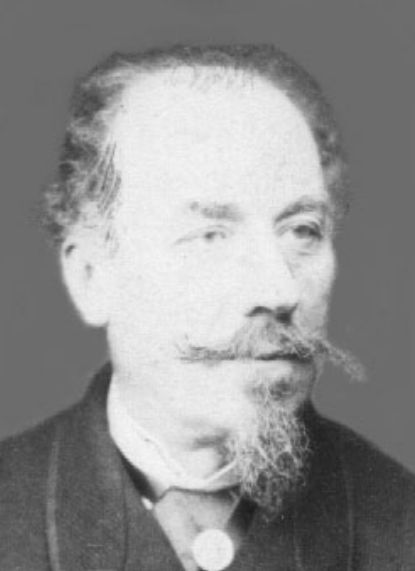
Edme Buffault, père de Pierre Buffault, inspecteur des forêts

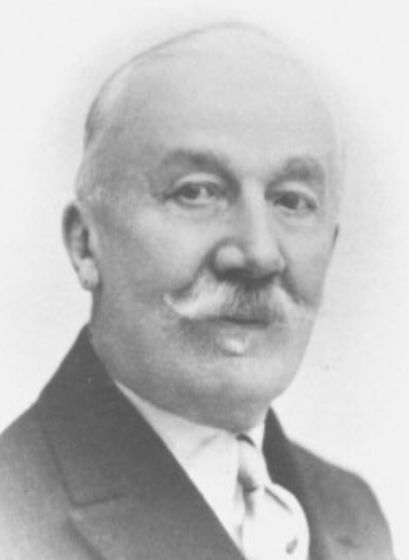
Paul Buffault, frère de Pierre Buffault, conservateur des Eaux et forêts

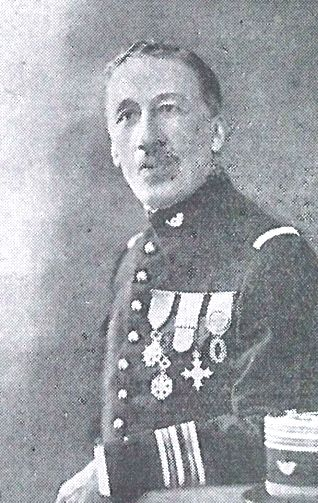
Pierre Buffault, en tenue de conservateur des Eaux et forêts

Pierre Buffault est issu d'une famille de l'Allier. Son père Antoine François « Edme » Buffault (1829, Urçay - 1911, Cérilly) est sous-inspecteur des forêts et a 37 ans lorsque son épouse Sophie Victorine Thorel (1831, Beaulon - 1905, Cérilly) donne naissance le 5 novembre 1866 à Yzeure dans l'Allier à son deuxième fils Pierre Hippolyte Marie Joseph Buffault. Son frère aîné Paul Buffault (1861, Cérilly - 1941, Bourges) sera comme Pierre également Conservateur des Eaux et forêts à Bourges (20e conservation) où il termine sa carrière en 1927.
Pierre Buffault se marie en 1914 à Bordeaux avec Marie Marguerite Bouhaut (1866-1942).

### Carrière
Pierre Buffault est élève à l’école nationale des eaux et forêts (ENEF - 62e promotion) de septembre 1886 à octobre 1888. Il est garde général en 1889 des postes successifs de Perpignan, Prades-Ouest, Orgelet et Lesparre ; inspecteur adjoint en 1896 à Oloron puis à Bordeaux, inspecteur en 1905 à Briançon durant 2 ans puis à Périgueux afin d'y créer le service forestier et à Bordeaux en 1913. En 1919 il est nommé conservateur à Aurillac (28e conservation) puis rejoint en 1921 Bordeaux (29e conservation). Il prend sa retraite en octobre 1932.

### Vie militaire
Mobilisé en août 1914 comme sous-intendant à Périgueux, il est mis à disposition du service du Génie en janvier 1916 et affecté à la chefferie de Bordeaux, comme directeur du Centre du Bois,.

### Membre de sociétés
Pierre Buffault a joué un rôle très actif dans de nombreuses sociétés savantes.
A l'échelle nationale, Pierre Buffault est membre correspondant de l'Académie d'agriculture et du ministère de l'Education nationale, membre non résident du Comité des travaux historiques et scientifiques (CTHS) de 1904 à 1934 et
Pour la région Sud-Ouest, il est président de la Société de géographie commerciale de Bordeaux et président de la section Pin de cette société. Il est président de la section Sud-Ouest de la Société française des amis des arbres et président de la Société d'agriculture de la Gironde. Il est admis en 1927 à 61 ans à l'Académie nationale des sciences, belles-lettres et arts de Bordeaux. Il est par ailleurs président de la Caisse d'allocations familiales de la Gironde

### Œuvre scientifique et historique
Ses écrits sur l'histoire de la fixation des dunes et de la propriété des dunes domaniales font référence. Il a cherché à introduire des arbres, arbustes et plantes exotiques sur la dune et les landes. Il s'est intéressé à la mise en valeur de la Dordogne par le reboisement. Il a écrit pour diverses revues, des études de géographie historique, d'histoire, de sylviculture, des analyses bibliographiques... Il subit néanmoins des critiques sur les sujets de l’envahissement des sables, ou recul du trait de côte en certains points du littoral gascon en la personne de contradicteurs, notamment du géographe et historien, le capitaine des douanes  Bernard Saint-Jours (1877-1938). Pierre Buffault est considéré comme un des grands forestiers méridionaux comme Louis de Froidour (vers 1625 - 1685), Étienne-François Dralet (1760-1844) ou Edmond Loze

### Décès
Pierre Buffault habite dans la banlieue de Bordeaux, à Mérignac. Il décède le 11 février 1942 à Bordeaux-Caudéran des suites d'une opération chirurgicale d'urgence. Il disparaît moins de 3 mois après le décès de son frère aîné Paul Buffault (mort le 23 novembre 1941). La mort de Pierre Buffault intervient peu avant la remise des épreuves de son livre Histoire des dunes maritimes de la Gascogne annoncé comme un « travail essentiel, historique mais aussi géographique, sur les dunes gasconnes ». Henri de Coincy (1878-1951),, inspecteur général des Eaux et Forêts à la retraite et neveu du botaniste Auguste de Coincy, se substituera à l’auteur pour faire la révision des épreuves.

## Ouvrages
D'une grande érudition générale, Pierre Buffault est l'auteur d'une très abondante publication (225 articles)  répertoriée dans son ouvrage de 1942. Il a beaucoup écrit sur le pin maritime et les dunes littorales. Ces principaux ouvrages sont : 
- Étude sur la côte et les dunes du Médoc : littoral ancien, littoral actuel (monographie), Souvigny, impr. Iehl, 1897, avec une eau-forte de L. Chatonet, de nombreux dessins de l'auteur, 316 (lire en ligne)
- « Les débuts de la fixation des dunes : Les essais de Brémontier et Peyjehan », Revue philomathique de Bordeaux et du Sud-Ouest,‎ 1905, p. 496-514 (lire en ligne, consulté le 23 février 2020)
- « Les débuts de la fixation des dunes : La Commission des dunes », Revue philomathique de Bordeaux et du Sud-Ouest,‎ 1905, p. 168-184 (lire en ligne, consulté le 23 février 2020)
- « Etude historique sur la propriété des dunes de Gascogne », Revue philomathique de Bordeaux et du Sud-Ouest,‎ 1905, p. 491-521 (lire en ligne, consulté le 23 février 2020)
- Le littoral de Gascogne, 1908, communication au 28e congrès des Sociétés françaises de géographie tenu à Bordeaux du 18 juillet au 3 août 1907,  pp. 149-183.
- Le Briançonnais forestier et pastoral. : Essai de monographie, Paris-Nancy, Berger-Levrault, 1913, 3 cartes et un schéma dans le texte, 11 planches hors texte avec 22 photographies en noir et blanc, 232 (présentation en ligne)
- Le pays landais, sa transformation par la forêt, bulletin de la Société de géographie commerciale de Bordeaux 1925, pp. 38-61 ;
- Le pin maritime  dans le Sud-Ouest de la France, mémoire présenté au congrès forestier international de Rome (avril-mai 1926), 36 p. ;
- Variations récentes de la ligne du rivage océanique de Gascogne, bulletin de la Société de géographie commerciale de Bordeaux, 1929 ;
- Modifications anciennes et actuelles du littoral de Gascogne, bulletin de la Société de géographie commerciale de Bordeaux, 1930, 6 cartes et 1 fig., pp. 33-60  ;
- Les dunes du littoral gascon Réponse à un plaidoyer, extrait des actes de l’Académie nationale des sciences, belles-lettres et arts de Bordeaux, tome VII, 1930 ;
- Histoire des dunes maritimes de la Gascogne, Bordeaux, Editions Delmas, 1942, nombreuses photos et plans en noir et blanc dans et hors texte ; 446 (lire en ligne)

## Distinctions
- Officier de l'Instruction publique en 1910[15] ;
- Commandeur du Mérite agricole en 1911
- Chevalier de la Légion d'honneur en 1917 ;
- Médaille commémorative de la guerre 1914-1918 en 1920[13] ;
- Officier de la Légion d'honneur en 1928, introduit par Roger de Lapasse (1857-1939)[16], conservateur des Eaux et Forêts en retraite, lui-même officier de la légion d’honneur, père de Louis de Lapasse[17] (1891-1954) conservateur des Eaux et Forêts[18],[19]